# Ophiocten cryptum
Ophiocten cryptum är en ormstjärneart som beskrevs av McKnight 2003. Ophiocten cryptum ingår i släktet Ophiocten och familjen fransormstjärnor. Inga underarter finns listade i Catalogue of Life.